# Angry Birds Star Wars
Angry Birds Star Wars is een computerspel uit de spelserie Angry Birds en kwam op 8 november 2012 uit. In dit spel zijn de speelbare vogels gebaseerd op, en aangepast naar, bekende figuren uit Star Wars en hebben ze nieuwe speciale krachten.
In 2013 verscheen het vervolg Angry Birds Star Wars II.

## Hoofdstukken
| Hoofdstuk | Naam               | Datum             | Aantal levels |
| --------- | ------------------ | ----------------- | ------------- |
| 1         | Tatooines          | 8 november 2012   | 40            |
| 2         | Death star         | 8 november 2012   | 40            |
| 3         | Hoth               | 29 november 2012  | 40            |
| 4         | Cloud City         | 28 maart 2013     | 40            |
| 5         | Moon of Endor      | 13 september 2013 | 30            |
| 6         | Death Star 2       | 16 december 2013  | 30            |
| B         | Boba Fett Missions | 28 maart 2013     | 10            |
| J         | Path Of The Jedi   | 8 november 2012   | 40            |
| S/D       | Bonus              | 8 november 2012   | 12/11         |

## Ontvangst
| Beoordeeld door        | Platform | Datum            | Score |
| ---------------------- | -------- | ---------------- | ----- |
| Softpedia              | Windows  | 12 november 2012 | 90%   |
| Multiplayer.it         | Android  | 12 november 2012 | 85%   |
| Gamesbeat              | iPad     | 12 november 2012 | 85%   |
| Gamesbeat              | iPhone   | 12 november 2012 | 85%   |
| Jeuxvideo.com          | Windows  | 11 december 2012 | 85%   |
| Jeuxvideo.com          | Android  | 11 december 2012 | 85%   |
| Jeuxvideo.com          | iPhone   | 11 december 2012 | 85%   |
| ZTGameDomain           | Xbox One | 19 december 2013 | 65%   |
| Official Xbox Magazine | Xbox One | 2 december 2013  | 50%   |
| Jeuxvideo.com          | Wii      | 4 december 2013  | 45%   |